# Acronia
Acronia is een kevergeslacht uit de familie van de boktorren (Cerambycidae). De wetenschappelijke naam van het geslacht werd voor het eerst geldig gepubliceerd in 1863 door Westwood.

## Soorten
Acronia omvat de volgende soorten:
- Acronia luzonica Schultze, 1934
- Acronia nigra Breuning, 1947
- Acronia perelegans Westwood, 1863
- Acronia pretiosa Schultze, 1917
- Acronia roseolata Breuning, 1947
- Acronia strasseni Schwarzer, 1931
- Acronia vizcayana Vives, 2009
- Acronia ysmaeli Hüdepohl, 1989